# En busca del Sol
En busca del Sol es una serie documental de Movistar+, producida por la productora Endemol Shine Iberia en colaboración con Guía Repsol. La serie acompaña a seis chefs aspirantes a ganar alguno de los Soles, los premios gastronómicos entregados anualmente por la propia Guía Repsol. También se muestra el trabajo de los inspectores encargados de decidir qué restaurantes se acaban llevando los galardones.
La serie fue estrenada el 27 de marzo de 2022 y consta de cinco episodios en total. El último episodio culmina con la gala de los Soles de 2022 celebrada en San Sebastián, donde se desvela a los ganadores de los nuevos Soles.

## Episodios
| Programa | Título                                    | Fecha de estreno    |
| -------- | ----------------------------------------- | ------------------- |
| 1x01     | En busca de su primer Sol (Arnau y Rakel) | 27 de marzo de 2022 |
| 1x02     | En busca de 2 Soles (Las bodegas Katxiña) | 3 de abril de 2022  |
| 1x03     | En busca del Sol sostenible               | 10 de abril de 2022 |
| 1x04     | El momento de la verdad                   | 17 de abril de 2022 |
| 1x05     | San Sebastián Capital Gastronómica        | 24 de abril de 2022 |

## Chefs y restaurantes protagonistas
| Chefs                          | Restaurante        | Localidad            | Galardón                 |
| ------------------------------ | ------------------ | -------------------- | ------------------------ |
| Arnau Munío                    | Direkte            | Barcelona            | Aspirante 1 Sol          |
| Rakel Cernicharo               | Karak              | Valencia             | Aspirante 1 Sol          |
| Iñaki e Izaskun Zendoia        | Katxiuna           | Orio                 | Aspirante 2 Soles        |
| Iñaki Murua y Carolina Sánchez | Ikaro              | Logroño              | Aspirante 2 Soles        |
| Carlos Maldonado               | Raíces             | Talavera de la Reina | Aspirante Sol Sostenible |
| Iván Cerdeño                   | Cigarral del Ángel | Toledo               | Aspirante 3 Soles        |